# Uneasy Listening vol. 2

## Track Listing
1. "Buried Alive By Love" (616 Version)* - 4:51
2. "Rendezvous With Anus" (Dein Arsch Ist Meiner, El Presidente) (Turbonegro cover) - 3:10
3. "Sigillum Diaboli" (Studio Live Evil) - 3:53
4. "I Love You" (White House Version)* - 4:51
5. "The Beginning of the End" (Sad Damn Version) - 3:53
6. "Again" (Hollovlad Tepes)* - 3:17
7. "Wicked Game" (Live in Turku) (Chris Isaak cover)* - 5:24
8. "Soul On Fire" (Erich Zann's Supernatural RMX) - 3:55
9. "Beautiful" (Hollovlad Tepes)* - 3:32
10. "Endless Dark" (616 Version)* - 4:10
11. "Hand of Doom" (Live in Turku) (Black Sabbath cover)* - 7:26
12. "Right Here in My Arms" (Live in Turku)* - 4:02
13. "Sail On" (Live in Turku) (Bad Brains cover)* - 1:57
14. "Pretending" (Cosmic Pope Jam Version) - 8:00

- * previously unreleased tracks